# Lloyd Spooner
Lloyd Spencer Spooner (6 de octubre de 1884-20 de diciembre de 1966) fue un tirador deportivo y campeón olímpico estadounidense.
Ganó cuatro medallas de oro, una de plata y dos de bronce en los Juegos Olímpicos de Verano de 1920 en Amberes.Seis de sus siete medallas fueron en competiciones por equipos, y la única medalla de bronce individual la obtuvo en Rifle Militar, Prone, 600m.
Nació en Tacoma, Washington, y murió en Zephyrhills, Florida.